# Vrhje
Vrhje este o localitate din comuna Brežice, Slovenia, cu o populație de 211 locuitori.